# 기미정책
기미정책(羈縻政策)은 중국의 역대 왕조가 주변 후진 민족에 대해서 취한 전통적 통치 정책으로, 이(夷)로써 이(夷)를 제(制)한다고 말하여 번족(蕃族)끼리를 대립시켜 서로 견제하여 중국에 충성을 다하게 하는 정책이다. 기(羈)란 말의 굴레, 미(縻)란 소의 고삐란 뜻으로 매어둔다는 의미이다.

## 같이 보기
- 위소제
- 책봉
- 토사
- 한자 문화권
- 한중 관계

## 참고 자료
- 이 문서에는 다음커뮤니케이션(현 카카오)에서 GFDL 또는 CC-SA 라이선스로 배포한 글로벌 세계대백과사전의 내용을 기초로 작성된 글이 포함되어 있습니다.